# طواف إفريقيا للدراجات 2005–06
طواف أفريقيا للدراجات 2005–06 (بالإنجليزية: 2005–06 UCI Africa Tour)‏ هو الموسم 2 من طواف أفريقيا للدراجات،  بدأ الموسم بسباق تور دو فاسو 2005 في 26 أكتوبر 2005.
فاز  بالمركز الأول Rabaki Jérémie Ouédraogo ‏، وبالمركز الثاني Rupert Rheeder ‏، وبالمركز الثالث Abdul Wahab Sawadogo ‏

## السباقات
| طواف أفريقيا للدراجات      | طواف أفريقيا للدراجات | طواف أفريقيا للدراجات | طواف أفريقيا للدراجات                   | طواف أفريقيا للدراجات      | طواف أفريقيا للدراجات | طواف أفريقيا للدراجات | طواف أفريقيا للدراجات |
| التاريخ                    | #                     | البلد                 | السباق                                  | الفائز                     | الثاني                | الثالث                |                       |
| -------------------------- | --------------------- | --------------------- | --------------------------------------- | -------------------------- | --------------------- | --------------------- | --------------------- |
| 26 أكتوبر – 06 نوفمبر 2005 | 1                     | بوركينا فاسو          | تور دو فاسو                             | Rabaki Jérémie Ouédraogo ‏  | بوركينا فاسو          | Karel Pattyn ‏         |                       |
| 6 ديسمبر                   | 2                     | مصر                   |                                         | أليكس بافلوف ‏              | رافع الشتيوي          | Rupert Rheeder ‏       |                       |
| 9 ديسمبر                   | 3                     | مصر                   | Men Elite Road African Championships RR | Rupert Rheeder ‏            | Thomas Desvaux ‏       | محمد عبد عزيز ‏        |                       |
| 12 – 15 يناير 2006         | 4                     | الغابون               | لا تروبيكال أميسا بونغو                 | Jussi Veikkanen ‏           | Frédéric Guesdon ‏     | Evgeny Sokolov ‏       |                       |
| 11 – 19 فبراير 2006        | 5                     | مصر                   | طواف مصر                                | إيليا تشيرنيشوف            | Shaun Davel ‏          | Valeriy Dmitriyev ‏    |                       |
| 25 فبراير – 11 مارس 2006   | 6                     | الكاميرون             | طواف كاميرون                            | Pavel Nevdakh ‏             | Bachtijar Mamirow ‏    | أحمد رشاد ‏            |                       |
| 08 – 12 مارس 2006          | 7                     | جنوب أفريقيا          | Giro del Capo                           | بيتر فيليس                 | ديفيد جورج            | ريان كوكس             |                       |
| 15 – 21 مايو 2006          | 8                     | بوركينا فاسو          | Boucle du Coton                         | Rabaki Jérémie Ouédraogo ‏  | Abdul Wahab Sawadogo ‏ | بوركينا فاسو          |                       |
| 07 – 17 سبتمبر 2006        | 9                     | السنغال               | طواف السنغال                            | Łukasz Podolski (cyclist) ‏ | Erwann Lolliérou ‏     | فرنسا                 |                       |

## وصلات خارجية
- الموقع الرسمي